# Mioče
Mioče är en ort i Bosnien och Hercegovina.   Den ligger i kommunen Rudo och entiteten Republika Srpska, i den sydöstra delen av landet, 90 km öster om huvudstaden Sarajevo. Mioče ligger 380 meter över havet och antalet invånare är 469.